# Turkestánská oblast
Turkestánská oblast (kazašsky Түркістан облысы, rusky Туркестанская область) je oblast na jihu Kazachstánu. Byla založena 10. března 1932 v rámci Kazašské ASSR. V letech 1962–92 se jmenovala podle svého střediska Čimkentská oblast a pod tímto názvem byla v letech 1962–64 součástí Jihokazašského kraje. V letech 1992–2018 se nazývala Jihokazašská oblast. Má rozlohu 117 300 km² a roku 2022 měla podle odhadu asi 2,1 milionu obyvatel. Je rozdělena na 14 administrativních okresů a 3 samosprávná města.
V roce 2018 bylo dosavadní středisko Šymkent z oblasti vyčleněno jako město republikové podřízenosti, a sídlo oblasti bylo přemístěno do města Turkestán, podle nějž byl celek znovu přejmenován.

## Poloha
Celek hraničí se třemi dalšími oblastmi Kazachstánu (Kyzylordskou na západě, Karagandskou na severu a Žambylskou na východě), na jihozápadě a jihovýchodě s Uzbekistánem (dotýká se přímo území uzbecké metropole Taškentu) a na východě krátce s Kyrgyzstánem. Roku 2018 z něj bylo vyčleněno dosavadní středisko Šymkent (tím oblast ztratila značnou část obyvatel), které od té doby tvoří v oblasti enklávu.
Rozkládá se na rozhraní východní části Turanské nížiny a západních výběžků Ťan-šanu. Převážná část oblasti je mírně kopcovitá s nadmořskou výškou 200 až 300 m s pásovitými hřebeny písků pouští Kyzylkum (na jihozápadě na levém břehu Syrdarji) a Mujunkum (na severu na levém břehu Ču). Na samém jihu je Hladová step a na severu poušť Betpak-Dala. V centrální části se táhne horský hřbet Karatau (vrchol Bessaz 2 176 m), na jihovýchodě pak západní okraj Talasského Alatau hřbety Karžantau (do 2 824 m) a Ugamský (do 4 238 m).

## Klima
Klima je ryze kontinentální a suché. Léto je dlouhé, horké a suché. Zima je krátká a téměř bez sněhu s častými otepleními a dešti. Průměrná teplota je v červenci 26 až 29 °С na severu a jihozápadě a 19 až 25 °С na jihovýchodě a v lednu −11 °С na severu a −2 °С na jihu. Množství srážek za rok je přibližně 100 mm na severu, 100 až 400 mm na jihozápadě (se silným meziročním kolísáním) a 400 až 800 mm v předhůří hor a 1000 mm i více ve vysokých horách.

## Vodní zdroje
Velká řeka Syrdarja protéká oblastí z jihu na severozápad. Její přítoky jsou Keles, Kurukkeles, Arys a další menší. Stékají z hor a jsou hojně využívané pro zavlažování. Na Syrdarje byla postavena přehradní hráz a za ní vznikla Čardarinská vodní nádrž. Byly vybudovány zavlažovací kanály:
- Kirovův zavlažovací kanál (s Džetysajskou odbočkou v Hladové stepi).
- Aryský zavlažovací kanál.
- Turkestánský zavlažovací kanál (s Buguňskou vodní nádrží v předhůří Karatau).

Na severu oblasti protéká řeka Ču, která se ztrácí v píscích pouště Mujunkum a v létě se rozpadá na oddělené tůně. V údolí Syrdarji je mnoho nevelkých sladkovodních jezer a na dolním toku Ču slaných jezer (Akžajkyn).

## Půdy a flóra
Na rovinách převládají pouště s písečnými hnědými a šedohnědými půdami s travnato-pelyňkovým, slaniskovým porostem (bílý a černý saksal, tamaryšek malokvětý). V údolích Syrdarji a Ču jsou zaplavované luční, většinou slané půdy s porosty rákosu a kousky lesů (vrby, topoly). V horách se nacházejí jednotlivá výšková pásma. Pouště u úpatí přecházejí v alpské louky a ledovce. Půda se postupně mění od horských stepních šedozemí, kaštanových a černozemních půd až k horským hnědým a šedohnědým a ještě výše horským lučním půdám.

## Fauna
Ve pouštích žijí hlodavci (sysli, frčci, pískomilové), v horách horské kozy tau-teke a ovce, ze šelem levharti a medvědi a z ptáků supi. V údolích řek žijí vlci, lišky, hranostaji, tchoři, divočáci a také bažanti, na jezerech pak kachny a husy. Z plazů zde žijí hadi, želvy, ještěrky. Ve výběžcích Talasského Alatau se nachází Džabaglinská rezervace.